# Командно-штабні навчання
Командно-штабні навчання та воєнні (воєнно-спеціальні) ігри - вид навчального зайняття, який проводиться зі слухачами (курсантами випускних курсів) з найбільш важливих комплексних тем навчальних дисциплін.
Командно-штабні навчання проводяться після того, як слухачі (курсанти) опанують теоретичні основи відповідних навчальних дисциплін, засвоять обов’язки посадових осіб та отримають практичні навички для їх виконання: з підготовки та планування операцій (бойових дій), управління військами (силами) та їх всебічного забезпечення.
Для проведення командно-штабних навчань видається наказ керівника (начальника) вищого військового навчального закладу чи військового навчального підрозділу вищого навчального закладу.
Керівниками командно-штабних навчань можуть бути керівники (начальники) вищих військових навчальних закладах чи військових навчальних підрозділах вищого навчального закладу, їх заступники, керівники (начальники) факультетів, кафедр.
Керівниками воєнно-спеціальних ігор можуть бути призначені керівники факультетів (профільних кафедр).

## Командно-штабні навчання з цивільного захисту
Командно-штабні навчання з цивільного захисту є формою підготовки органів управління та сил цивільного захисту до виконання завдань цивільного захисту в мирний час і особливий період.

### Мета
Командно-штабні навчання з цивільного захисту проводяться з метою підвищення злагодженості, оперативності та взаємодії при виконанні завдань з організації управління в надзвичайних ситуаціях та захисту населення і територій від їх наслідків, підтримки рівня та оцінки стану готовності.

### Основні завдання навчань
Основними завданнями проведення навчань є:
- поглиблення теоретичних знань та набуття практики керівництвом органів виконавчої влади та органів місцевого самоврядування, що забезпечують організацію цивільного захисту;
- відпрацювання злагодженості, оперативності взаємодії між органами управління і силами цивільного захисту під час забезпечення заходів із захисту населення і територій у разі загрози виникнення надзвичайних ситуацій, реагування на них та ліквідації їх наслідків у мирний час і в особливий період;
- моделювання сценаріїв розвитку надзвичайних ситуацій та перевірка реальності і коригування розроблених документів із планування діяльності;
- визначення стану готовності до вирішення завдань цивільного захисту у мирний час та в умовах особливого періоду;
- дослідження проблемних питань, що знижують рівень готовності, аналіз причин їх виникнення та визначення шляхів вирішення.

### Види навчань
Навчання класифікуються: 
- за рівнем проведення -  загальнодержавні, регіональні та місцеві (у межах міст, районів, районів у містах);
- за місцем проведення - на місцевості (об'єкті) за участі сил цивільного захисту та на картах (схемах);
- за формою проведення - планові, показові та експериментальні;
- за кількістю залучених органів управління - одноступеневі (залучаються органи управління і сили однієї ланки територіальної підсистеми) та багатоступеневі.[1]

### Термін та періодичність проведення навчань
Проводяться за місцезнаходженням органів управління на стаціонарних пунктах управління протягом 3 днів, один раз на п’ять років.